# كرايغ وايت (رجل أعمال)
كرايغ وايت (بالإنجليزية: Craig Whyte)‏ هو شخصية أعمال بريطاني، ولد في 23 مايو 1971 في ماذرويل ‏ في المملكة المتحدة.